# Fiat Punto (1999)
La Fiat Punto del 1999 (codice progettuale Tipo 188) è il modello che contraddistingue la seconda generazione della famiglia Punto; si tratta quindi di un'autovettura di tipo utilitaria prodotta dalla casa automobilistica italiana Fiat Auto a partire dal 1999, come erede del precedente modello omonimo del 1993. Viene presentata in occasione dei 100 anni di casa FIAT: realizzata dal centro stile interno è caratterizzata da una linea più spigolosa e moderna rispetto alla progenitrice. È stata la prima utilitaria al mondo a ricevere 4 stelle alla prova d'impatto Euro NCAP, ed è stata prodotta in 3,1 milioni di esemplari. Fu anche la prima Fiat ad utilizzare il nuovo marchio tondo con sfondo blu.

## Contesto
(Gianni Agnelli alla presentazione della Punto II serie)

Alla presentazione, avvenuta l'11 luglio 1999, la nuova Punto può contare su una valida parte meccanica, basata sul nuovo Pianale B. Il 1108 benzina montato sulla precedente Punto 55 non è più disponibile (mentre rimane in listino sulla Seicento e sulla Panda), mentre per la Punto si punta molto sul noto 1242, che adesso rispetta le norme anti-inquinamento Euro 3 (prima Euro 2) ed è disponibile in due diverse versioni, a 8 e a 16 valvole, rispettivamente da 60 e 80 CV di potenza. La nuova versione sportiva della Punto (HGT) dà l'addio al 1.4 Turbo in favore del ben noto 1747 cm³ VFD già in uso su altri modelli del gruppo (Barchetta) da 130 CV.

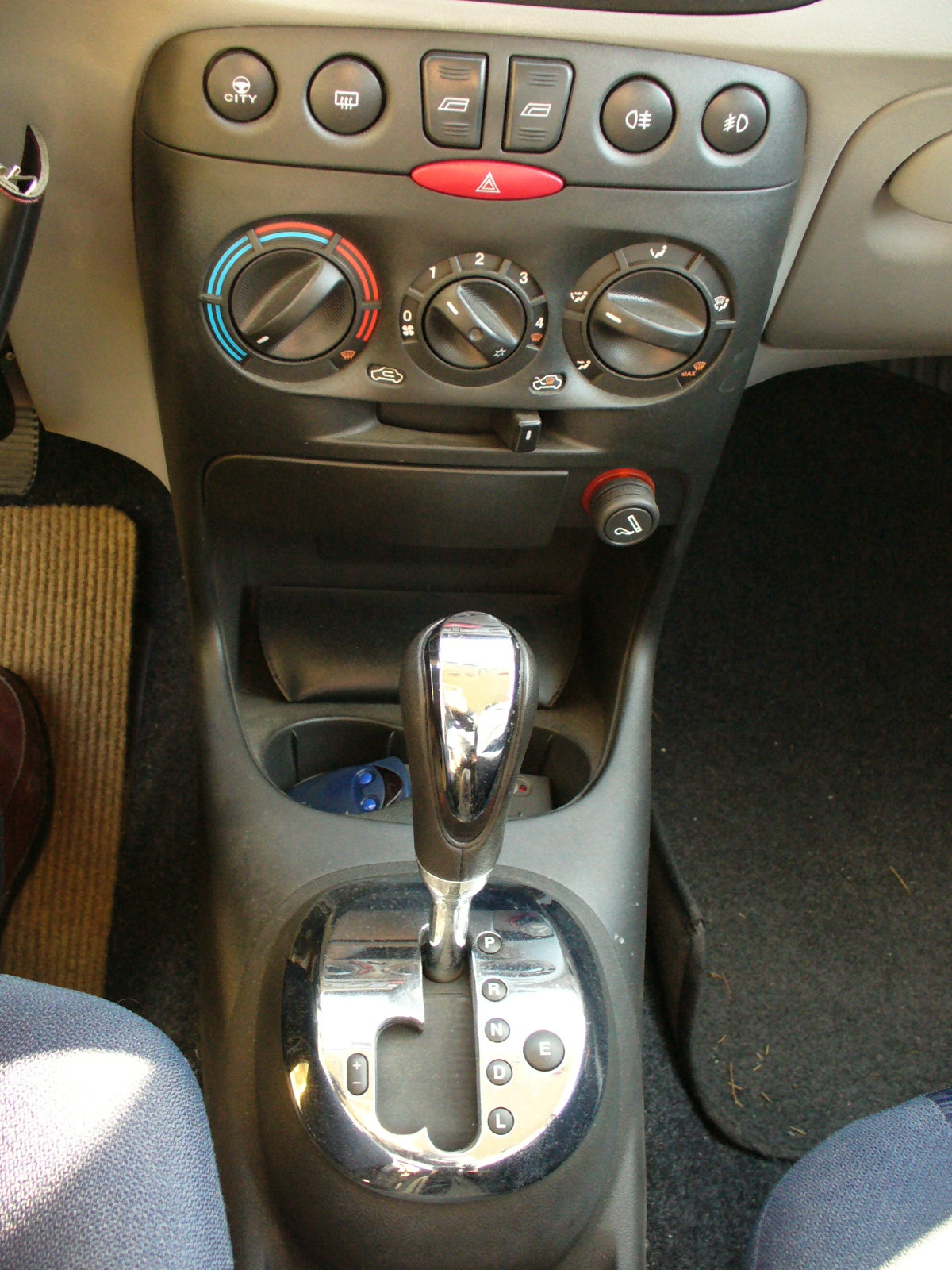
Il cambio Speedgear

Il cambio è manuale a 5 marce, o 6 marce per la versione Sporting. In alternativa si può avere la trasmissione a variazione continua Speedgear CVT; quest'unità, prodotta dalla Jatco, è strettamente imparentata con quelle presenti in numerosi veicoli Nissan. La trasmissione comprende un variatore a pulegge con cinghia metallica e un convertitore di coppia bloccabile. La centralina di gestione consente anche un funzionamento da sequenziale a 6 marce, con la sesta di riposo (mentre per la Sporting le marce sono 7, più corte e ravvicinate). Viene anche presentata la versione elettrica del classico servosterzo, chiamata Dualdrive, che prevede due modalità di uso, "Normal" e "City", che alleggerisce ulteriormente lo sterzo, ideale per i parcheggi. Tuttavia nella prima fase della commercializzazione i problemi a questo dispositivo non sono mancati, dalla semplice rumorosità ai pericolosi bloccaggi in marcia.
Novità anche sul fronte dei Diesel. La seconda generazione di Punto è stata la prima utilitaria al mondo a essere spinta da un motore common rail, il ben noto 1.910 JTD, allora in una semplice versione 8v da 80 CV (Euro 2) in seguito portata a 86 CV (Euro 3); questo motore unisce una fluidità di marcia eccellente, grazie alla coppia disponibile da bassissimo regime, a buone prestazioni e consumi discreti. Da ricordare anche la presenza della vecchia versione aspirata da 60 CV dello stesso 1.9 Euro 2.
Alle versioni 1.2 a 8 e 16 valvole, come anche ai due Diesel, è stato abbinato un cambio manuale a 5 marce, mentre le versioni Sporting ne montavano uno a 6 marce.
Gli allestimenti disponibili al momento del lancio erano i seguenti: Base, SX (sostituito in seguito dall'allestimento EL), ELX, HLX, Sporting e HGT.
L'auto è stata la prima in Europa a essere dotata del sistema EPS, disponibile sin dal lancio nel 1999.

### Fiat Punto HGT Abarth

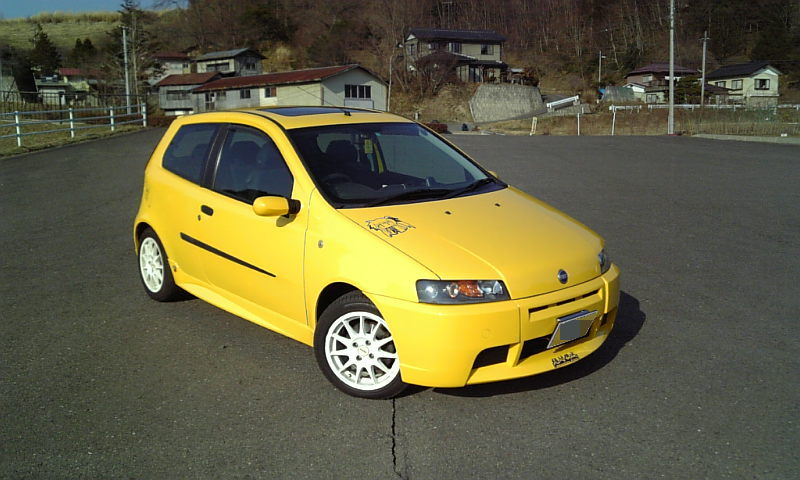
HGT Abarth

Nel 2000 è stata introdotta una versione aggiornata della HGT, e cioè la Fiat Punto HGT Abarth. Rispetto al modello standard, la Abarth non presenta miglioramenti meccanici, ma offre miglioramenti estetici-aerodinamici: paraurti più profondi, spoiler posteriore, minigonne laterali, cerchi in lega nuovi e nuove finiture sportive per gli interni.

### Restyling 2003

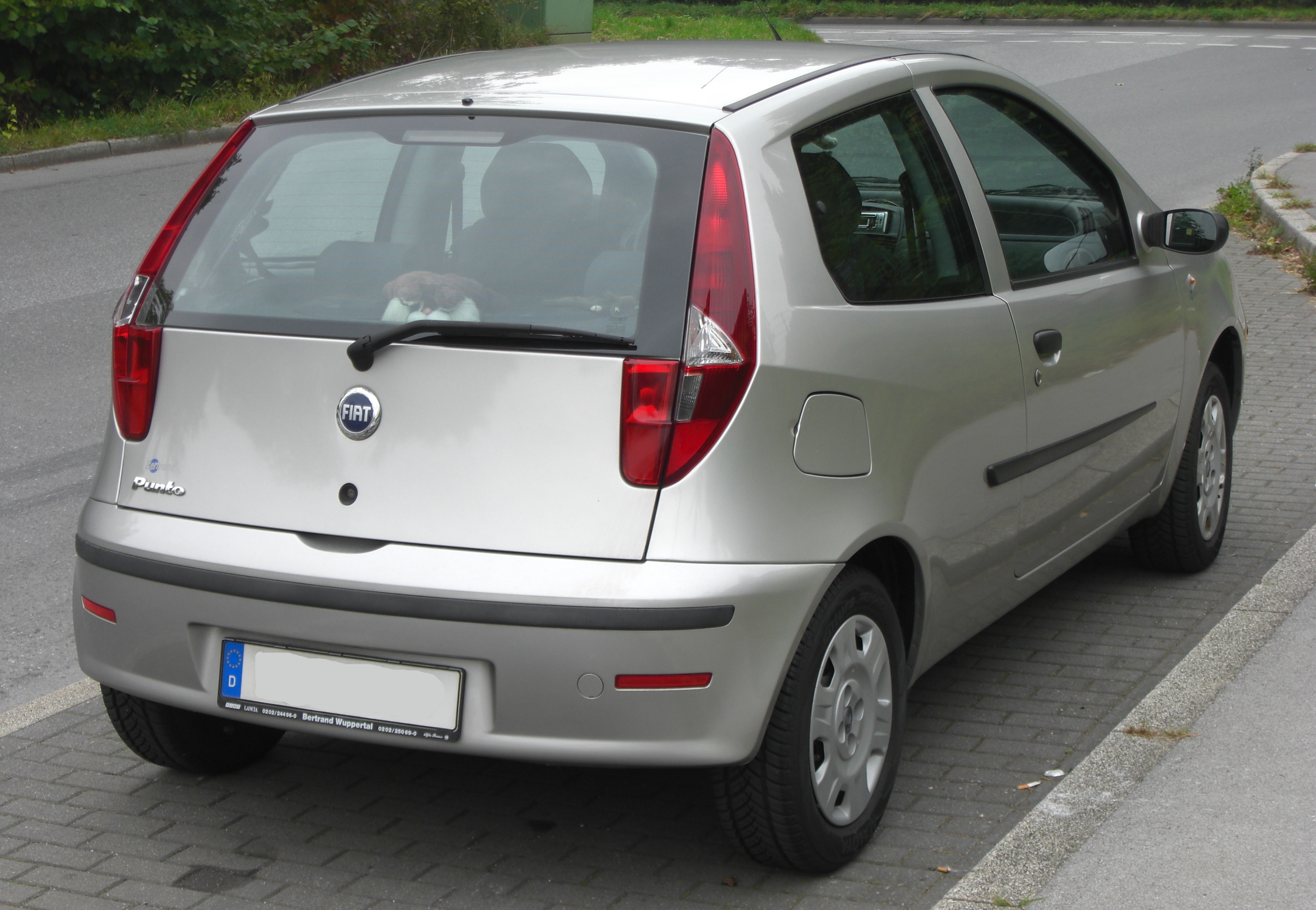
Fiat Punto Facelift posteriore 3 porte

L'ultimo aggiornamento prima della presentazione della terza serie fu l'ulteriore restyling che la Punto ha subito nella tarda primavera del 2003, affiancandosi fino al 2005 con la versione del 1999. Il modello rinnovato è contraddistinto dalla sigla di progetto 188 FL, dove 188 indica la generazione, mentre FL sta per FaceLift.

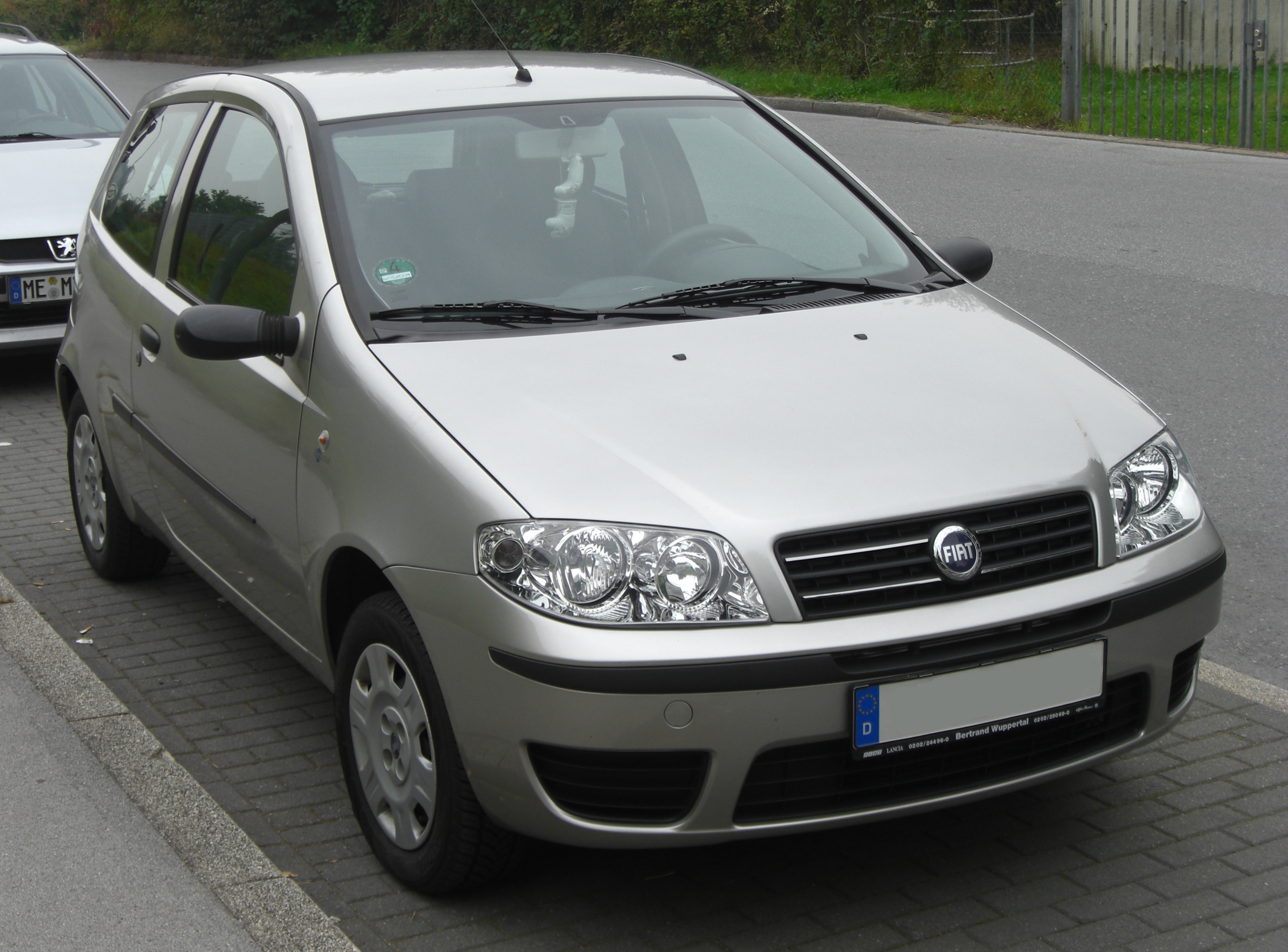
Fiat Punto 3º serie Facelift 3 porte

Le novità non furono solo nell'estetica (nuovi gruppi ottici con fendinebbia ora separati, inedita mascherina anteriore e vari dettagli della carrozzeria e dell'interno) ma anche nella meccanica. Ai motori si aggiunsero un nuovo 1.4 Fire 16v da 95 CV con relativa versione Sporting, mentre per quanto riguarda i Diesel esordì l'ormai noto 1.3 Multijet con 69 CV di potenza che univa valide prestazioni a consumi estremamente contenuti.
Il sistema Multijet (common rail di seconda generazione, a iniezioni multiple) venne applicato anche al 1.9 JTD, che erogava ora 101 CV. Venne mantenuta anche la versione ordinaria da 86 CV fino all'avvento delle norme Euro 4.
Tra gli allestimenti debuttarono Actual (molto essenziale), Active (pari al vecchio EL), Dynamic (pari al vecchio ELX), Natural Power (a gas naturale), Emotion (top di gamma), Sporting e HGT (dai connotati giovanili e sportivi).
Per tutte le versioni erano di serie ABS (presente solo in alcune versioni della serie pre-restyling) e airbag passeggero (che era a pagamento su tutta la serie precedente). Su Emotion, HGT e Sporting esordì il sistema ESP con Hill Holder. Diventarono disponibili inoltre importanti dotazioni come il cruise control, i sensori di parcheggio posteriori e il climatizzatore bizona.
Nel 2004 vengono aggiornati gli allestimenti e si aggiunge la versione Speed (base Active con estetica della Sporting eccetto minigonne e spoiler, sedili specifici; motore 1.2 60 e 80 CV o 1.3 Multijet 69 CV e 1.9 JTD 86 CV.
Esordisce nel 2005 inoltre l'edizione limitata Cult, su base Dynamic, con cerchi in lega eleganti da 15", volante in pelle e particolari dell'interno in tinta.
Nel settembre 2005, è stata presentata quella che si potrebbe considerare la nuova generazione della Punto, nonostante sia una vettura completamente diversa nella forma oltre che nel nome: il nuovo modello, infatti, assume la denominazione di Grande Punto. Tuttavia, essendo posizionate diversamente nel mercato (ha dimensioni maggiori), la Punto è rimasta in produzione fino al 2011 con la denominazione di Punto Classic.

#### Punto Natural Power
La Punto Natural Power è un'auto bifuel, ovvero dotata di impianto per la doppia alimentazione benzina/metano. È motorizzata con il propulsore FIRE 1.2, opportunamente adattato, erogante 60 cavalli a benzina e 52 a metano. L'impianto a metano è un impianto sequenziale fasato con capacità delle bombole di 61 litri, ovvero tra i 9 e gli 11 kg di metano pressurizzato. L'autonomia varia col tipo di percorso da un minimo di 150 km a un massimo di 280 km. Il bagagliaio è parzialmente occupato dalle bombole del metano e ha una capacità di 165 litri circa. La velocità massima che questa auto può raggiungere è 150 km/h. A metano emette 119 g di CO2 per ogni chilometro percorso.

## Motorizzazioni

### Pre-restyling
| Modello      | Motore              | Alimentazione | Cilindrata (cm³) | Potenza massima                 | Coppia massima (Nm) | Emissioni CO2 (g/km) | 0–100 km/h (s) | Velocità massima (km/h) | Consumo medio (km/l) |
| ------------ | ------------------- | ------------- | ---------------- | ------------------------------- | ------------------- | -------------------- | -------------- | ----------------------- | -------------------- |
| 1.2 FIRE 8V  | 4 cilindri in linea | Benzina       | 1242             | 44 kW (60 CV) a 5000 giri/min   | 102 a 2500 giri/min | 136                  | 14,0           | 155                     | 17,5                 |
| 1.2 FIRE 16V | 4 cilindri in linea | Benzina       | 1242             | 59 kW (80 CV) a 5000 giri/min   | 114 a 4000 giri/min | 142                  | 11,4           | 172                     | 16,6                 |
| 1.8 16v      | 4 cilindri in linea | Benzina       | 1747             | 100 kW (133 CV) a 6300 giri/min | 164 a 4300 giri/min | 197                  | 8,6            | 205                     | 12,0                 |
| 1.9 D        | 4 cilindri in linea | Gasolio       | 1910             | 44 kW (60 CV) a 4500 giri/min   | 118 a 2250 giri/min | 150                  | 15,0           | 155                     | 17,5                 |
| 1.9 JTD      | 4 cilindri in linea | Gasolio       | 1910             | 59 kW (80 CV) a 3000 giri/min   | 196 a 1500 giri/min | 130                  | 12,0           | 176                     | 19,5                 |

### Post-restyling
| Modello               | Disponibilità    | Alimentazione | Cilindrata (cm³) | Potenza massima                | Coppia massima         | Emissioni CO2 (g/km) | 0–100 km/h (s) | Velocità massima (km/h) | Consumo medio (km/l) |
| --------------------- | ---------------- | ------------- | ---------------- | ------------------------------ | ---------------------- | -------------------- | -------------- | ----------------------- | -------------------- |
| 1.2 FIRE 8V           | dal 2003 al 2007 | Benzina       | 1242             | 44 kW (60 CV) a 5000 giri/min  | 102 Nm a 2500 giri/min | 136                  | 14,3           | 155                     | 16,8                 |
| 1.2 FIRE 16V          | dal 2003 al 2005 | Benzina       | 1242             | 59 kW (80 CV) a 5000 giri/min  | 114 Nm a 4000 giri/min | 138                  | 11,4           | 172                     | 16,1                 |
| 1.4 FIRE 16V          | dal 2003 al 2005 | Benzina       | 1368             | 70 kW (95 CV) a 5800 giri/min  | 128 Nm a 4500 giri/min | 145                  | 9,6            | 178                     | 15,3                 |
| 1.8 16V Pratola Serra | dal 2003 al 2005 | Benzina       | 1747             | 96 kW (130 CV) a 6300 giri/min | 164 Nm a 4300 giri/min | 197                  | 8,6            | 205                     | 11,4                 |
| 1.3 Multijet 16V      | dal 2003 al 2007 | Diesel        | 1248             | 51 kW (70 CV) a 4000 giri/min  | 180 Nm a 1750 giri/min | 119                  | 13,4           | 164                     | 21,4                 |
| 1.9 Multijet          | dal 2003 al 2005 | Diesel        | 1910             | 74 kW (101 CV) a 4000 giri/min | 260 Nm a 1750 giri/min | 140                  | 9,6            | 185                     | 17,9                 |

## Punto Classic in Italia (2007-2010)

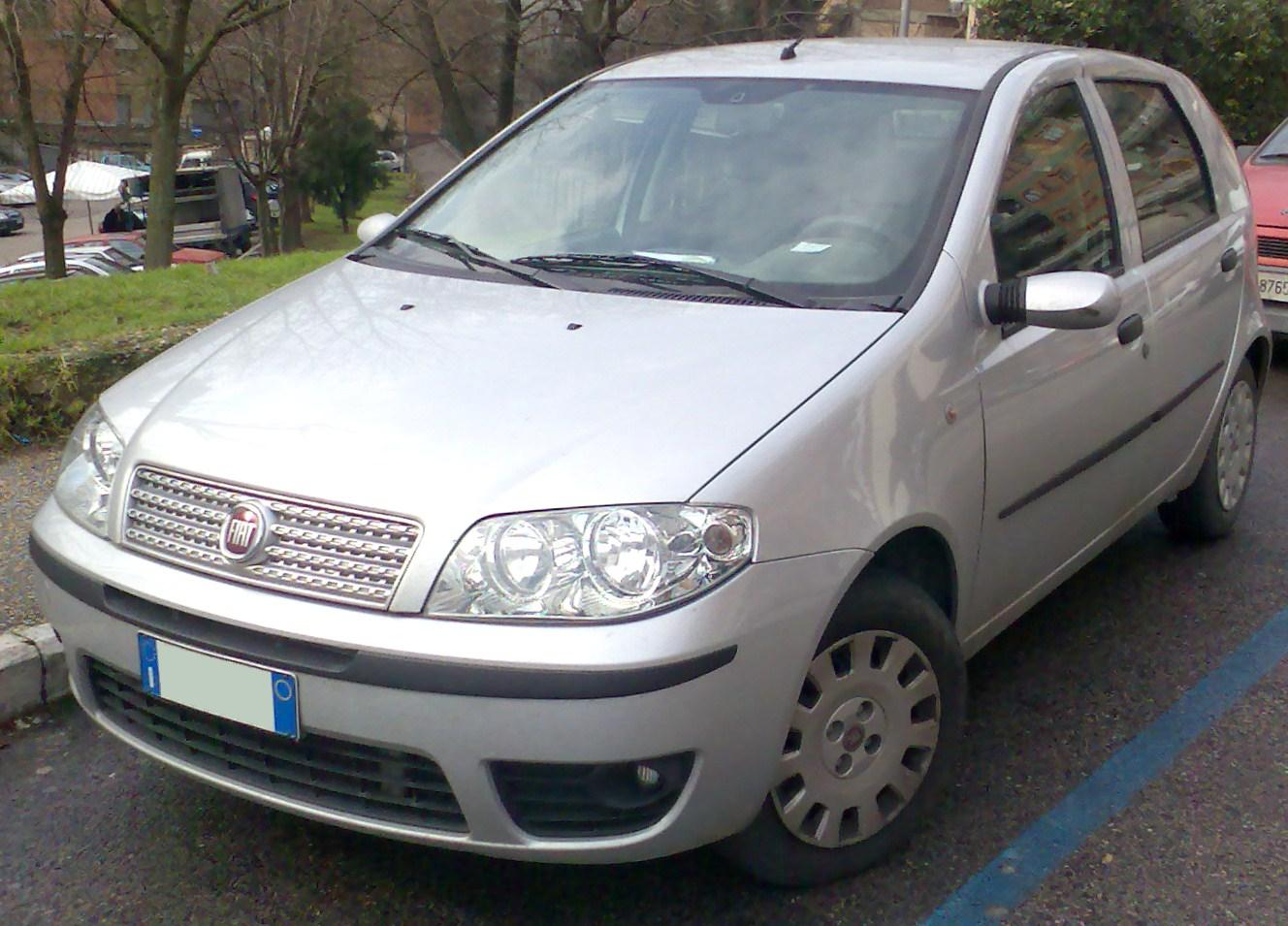
Una Punto Classic 5 porte

Nel 2007 vengono apportate alcune leggere modifiche estetiche, tra cui una mascherina argentata di disegno differente e altri dettagli inediti ripresi dall'edizione limitata Cult del 2005. La nuova gamma Classic è caratterizzata da tre nuovi allestimenti (Classic, Classic Dynamic e Classic Natural Power) e da altrettanti motori (1.2 Fire benzina 60 CV, 1.2 Fire benzina/metano e 1.3 Diesel Multijet 16v 69 CV).
Nel 2008 la gamma viene ulteriormente aggiornata: su tutte le versioni vengono introdotti il logo Fiat rinnovato rosso e una nuova gamma di colorazioni; inoltre l'allestimento di punta Classic Dynamic beneficia di cerchi di nuovo disegno e finiture esclusive per l'interno. Nessuna novità per quanto riguarda i motori, con leggere variazioni nelle dotazioni di serie.
Nel 2009 la Punto Classic riceve un ulteriore aggiornamento di gamma, imperniata ora sul solo allestimento Active, disponibile come sempre anche col motore benzina/metano Natural Power. Poche settimane dopo si aggiunge la variante alimentata a benzina e GPL, prima versione di questa auto a utilizzare tale carburante, equipaggiata col 1.2 60 CV.
Nel 2010, la Punto Classic non riceve alcun ulteriore aggiornamento, eccezion fatta per i due specchietti retrovisori divenuti più grandi (in ottemperanza alle nuove normative europee). Dal momento che il modello non rispettava le normative europee Euro 5 (in vigore dal 1º gennaio 2011), la sua produzione è cessata alla fine del 2010, ma l'uscita dai listini si è avuto solo a maggio 2011, dopo quasi 12 anni dalla presentazione della seconda versione.

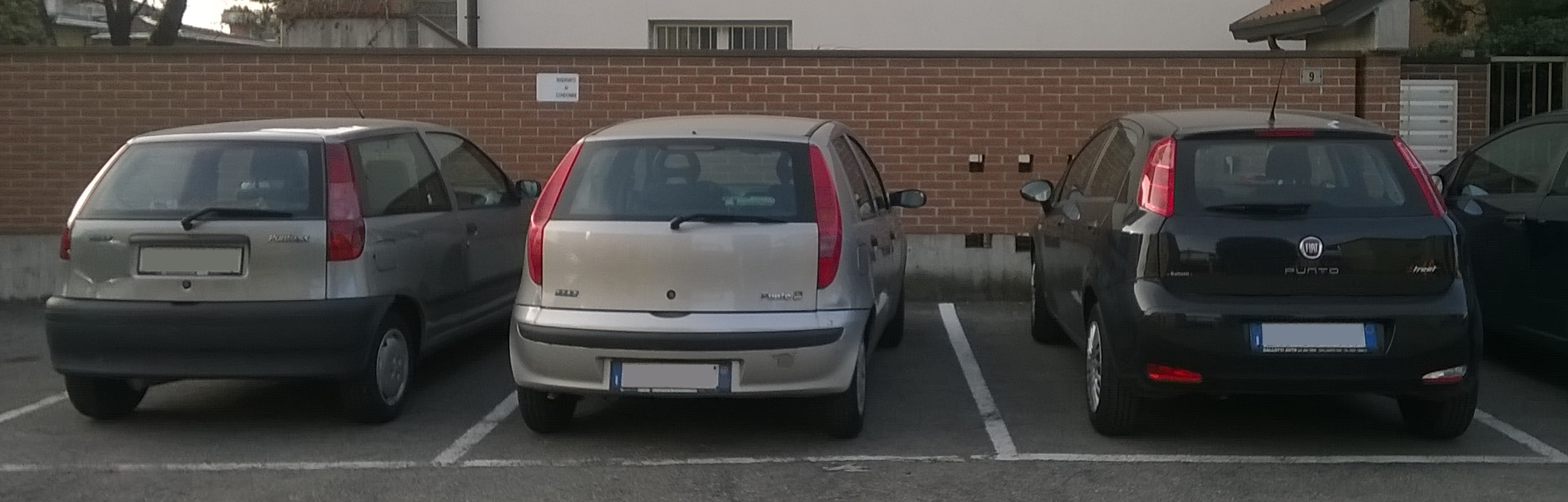
Il confronto tra una Punto II serie (pre-restyling, al centro), la progenitrice I serie (a sinistra) e la Punto Evo (III serie, a destra)

## La Zastava Z10 / Punto Classic in Serbia (2005-2011)

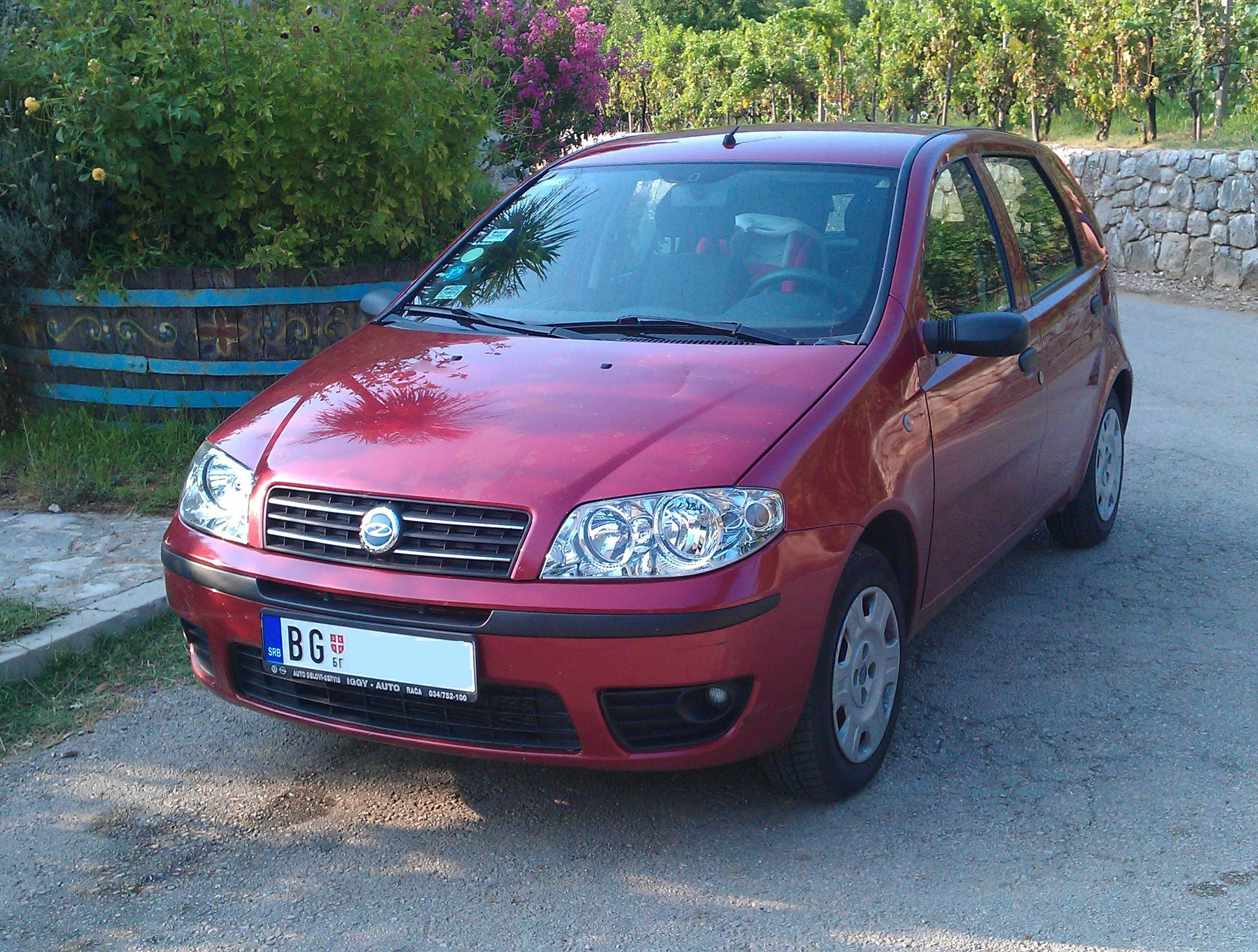
Zastava 10, vista anteriore

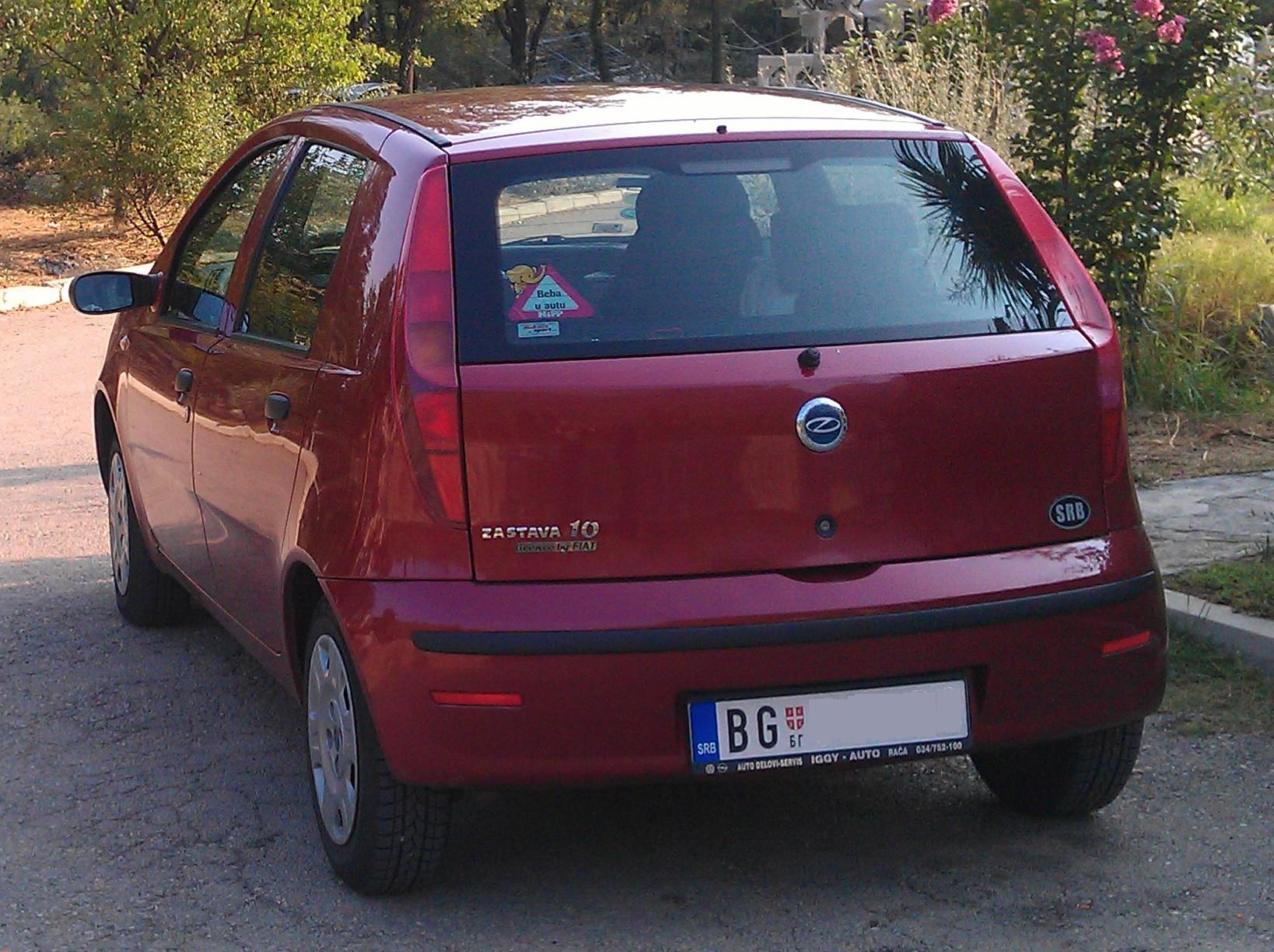
Zastava 10, vista posteriore

La Punto Classic oltre a essere stata prodotta in Italia nello stabilimento di Mirafiori e in quello di Melfi è stata prodotta anche all'estero grazie ad accordi con altre aziende. Nel dicembre 2005 è stata presentata la versione della Punto marchiata Zastava 10 e prodotta fino al 2008. In seguito, la Zastava, è stata rilevata dalla Fiat nel settembre 2008 e dal gennaio del 2009 la vettura è stata ribattezzata con il nome e il marchio originario ovvero Fiat Punto Classic. Fino al 2011 stata assemblata nella rinnovata fabbrica di Kragujevac in Serbia (accanto alle linee di produzione della Fiat 500L) e venduta con tre motorizzazioni: il 1.2 Fire 8V a benzina da 60 cavalli, il 1.3 Multijet 16V da 69 cavalli e il 1.2 Fire 8V bifuel Natural Power a metano ribattezzato TNG.

## La Fiat Punto S1600

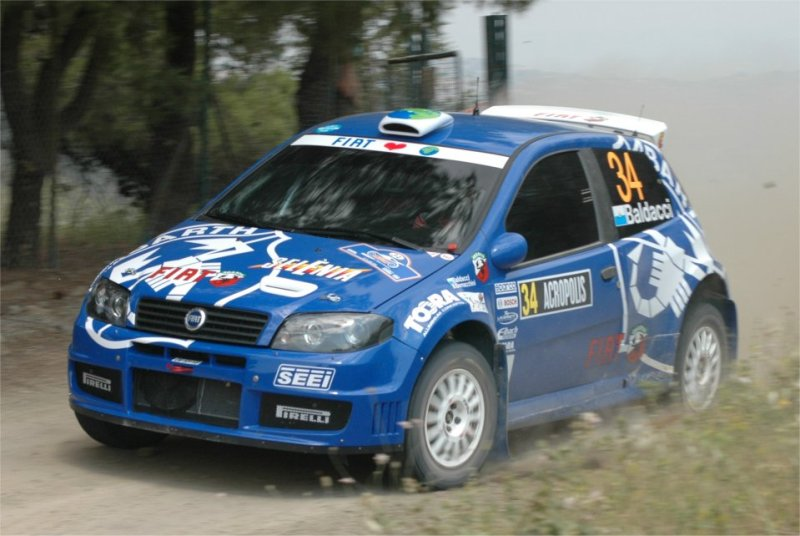
Punto S1600

La Fiat Punto S1600 è una vettura da rally basata sulla Fiat Punto, realizzata dalla Fiat Sport per partecipare a competizioni motoristiche tra il 2000 e il 2005.